# Буров, Фёдор Емельянович
Фёдор Емелья́нович Бу́ров (12 мая 1845, Фёдоровка, Ставропольский уезд Симбирской губернии, Российская империя (ныне Тольятти, Россия) — 16 апреля 1895, Самара) — русский художник.

## Биография
Родился в семье управляющего имением Бахметевых в 1845 году. Во многих источниках годом рождения указан 1843, однако поздние краеведческие исследования показали, что наиболее вероятен именно 1845 год. Впоследствии отец переехал в Москву.
18 сентября 1859 года в возрасте четырнадцати лет Фёдор Буров поступил в Академию художеств. Его учителями были П. В. Басин, Т. А. Нефф, П. П. Чистяков. Большое влияние оказал А. П. Боголюбов, ставший и наставником и другом.
В 1863 году он получил малую серебряную медаль, в 1865 году — удостоен звания свободного художника и большой серебряной медали, в 1866 году — малой серебряной медалью, в 1867 — большой серебряной медалью.
В 1869 году обучение в Академии было окончено, но не окончено самообразование художника. В 1873 году ему было присвоено звание классного художника второй степени. Его картины выставлялись на Всероссийской художественной выставке 1882 года в Москве, на выставках Саратовского общества изящных искусств.

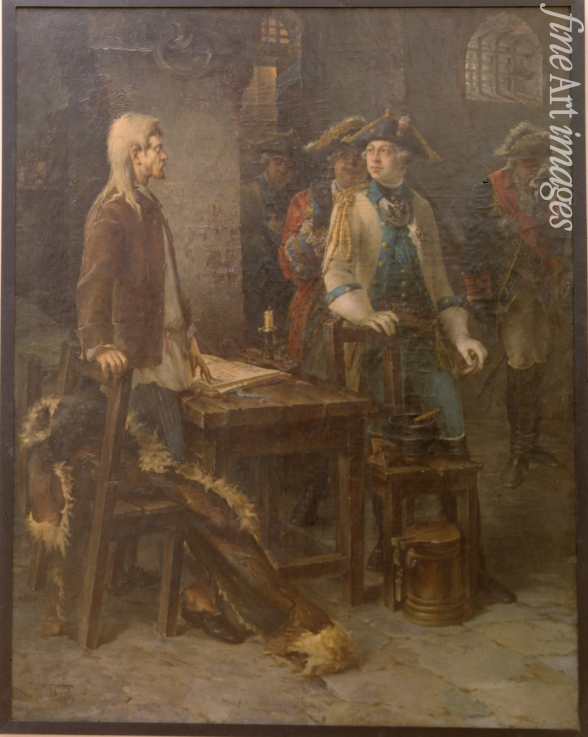
«Шлиссельбургский узник»

В 1885 году за картину по историческому сюжету «Шлиссельбургский узник» Фёдору Бурову было присвоено звание классного художника 1 степени. Картина ныне находится в собрании Русского музея.
Буров много путешествовал по стране и миру, жил в Париже, где познакомился с И. С. Тургеневым и написал с него портрет. Был близок с И. Е. Репиным, М. А. Антокольским, В. В. Верещагиным, В. Д. Поленовым, К. А. Савицким.
В начале 1890-х годов Буров обратился к саратовским городским властям с просьбой о содействии открытии рисовальной школы, но не нашёл понимания. Тогда в 1891 году он вернулся в родные края и с тем же предложением обратился к властям Самарской губернии. Вскоре он получил разрешение на открытие «Классов живописи и рисования» с трёхгодичным обучением по программе собственной разработки.
По сведениям современного историка художественной культуры Самары В. И. Володина до конца 1880-х «Самара не видела ни одной художественной выставки. Зато на базарных балаганах пышно расцветала грубая малярная мазня, которая выдавалась за чистое искусство». Ситуация изменилась лишь после первой выставки передвижников в 1889 году, давший заряд местной художественной интеллигенции.
Открытие Фёдором Буровым своих классов сыграло большую роль в оживлении художественной жизни в Самаре. Один из учеников Бурова, К. Петров-Водкин писал позднее:

Федор Емельянович Буров должен был себя чувствовать в Самаре, как в заброшенном лесу, загроможденным буреломом. И школа его, вероятно, возникла как средство самозащиты в этих дебрях— 
Художественную мастерскую Буров разместил на верхнем этаже дома по улице Базарной в светлых и просторных комнатах. В ней работало 10 начинающих художников, среди которых было две женщины. Семья самого художника размещалась в этом же доме в комнатах, выходящих во двор.
Состав учащихся был весьма разнообразным, но в основном это были представители непривилегированных сословий: ремесленники, прислуга, крестьяне. По мнению Бурова художественные школы развивают «вкус, то есть понятие о прекрасной форме… порождают новые оригинальные мысли… помогают развитию способностей и часто талантов из полупривилегированного сословия, из простого народа и не дают гибнуть им вдали от столицы».
Помимо рисовальной школы Фёдор Емельянович организовал кружок из местных самарских художников, который явился инициатором и организаторов первых художественных выставок в Самаре. Позднее эти выставки показывались и в Оренбурге, Симбирске и Сызрани. Квартира художника становится центром общения самарской интеллигенции, в первую очередь из художественной среды.
Среди знакомых Фёдора Бурова в этот период можно назвать и В. И. Ленина, который из любопытства остановился у дверей художественной мастерской, а художник пригласил его зайти. После этого Ленин иногда заходил в мастерскую, так как она находились как раз возле здания городского суда, где он работал.
Однако материальное положение Бурова было весьма тяжёлым. Содержать школу на собственные средства было очень накладно. Он неоднократно обращался за материальной поддержкой в Самарскую городскую думу и к местному купечеству, но не преуспел. Обращение в Академию художеств, с просьбой включить школу в список учебных заведений, находящихся на государственном финансировании также не принесло результатов. Его ученик Н. 3. Котельников вспоминал: «Он выбивался из сил, тратил на учеников последние средства и терпеливо сражался с нуждой». Подобное существование сказалось на здоровье Фёдора Емельяновича. Он заболел туберкулёзом, от которого скончался весной 1895 года.
В последний путь его провожали жена, ученики и художники города. Как сообщалось в некрологе, погребён он был на средства почитателей.

## Ученики

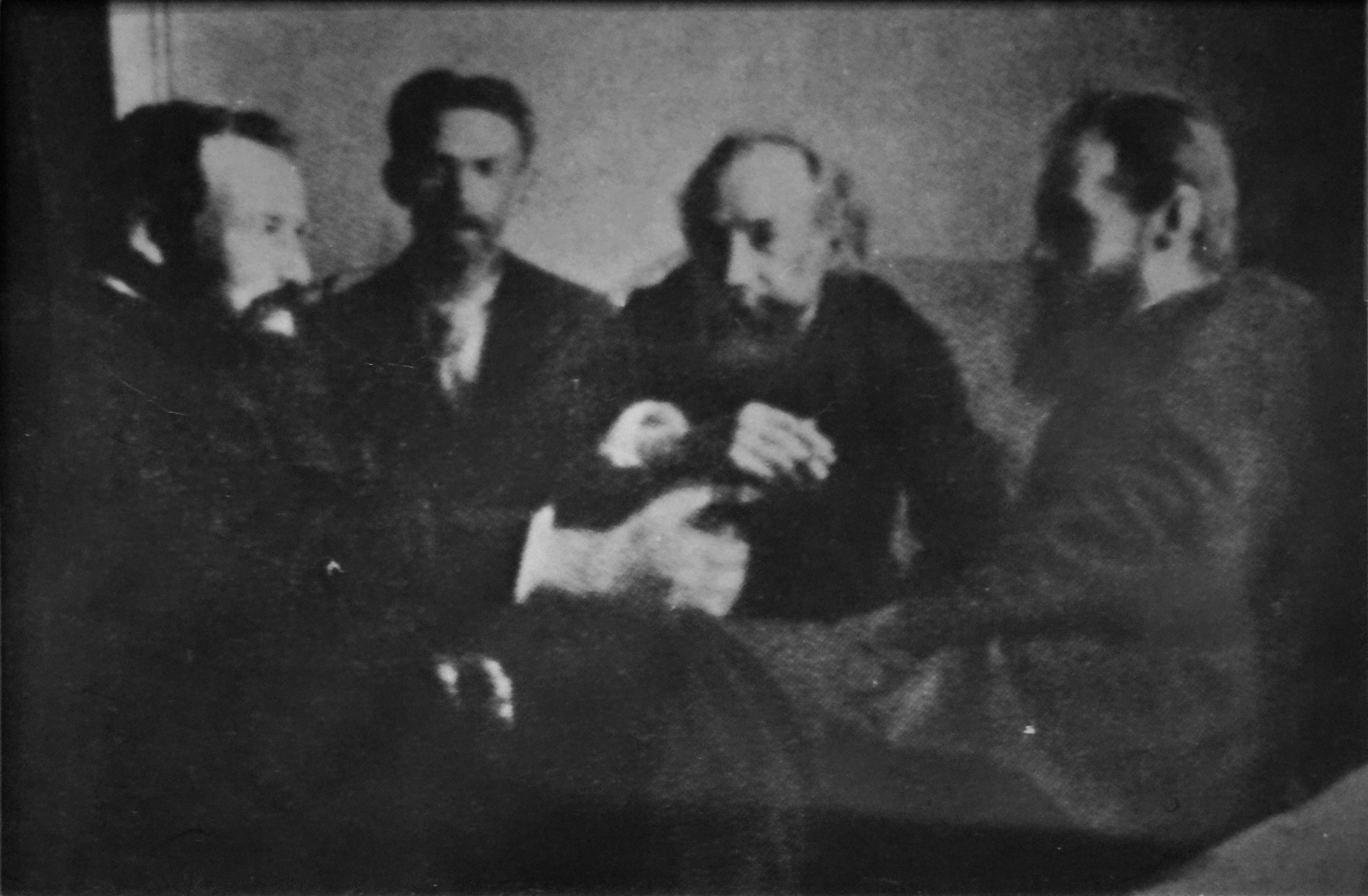
Ф. Е. Буров (слева) среди самарских художников

Как отмечали, у Бурова талант педагога преобладал на талантом творца. Его программа обучения в рисовальной школе была рассмотрена и одобрена в Академии художеств, в неё входили рисунок с гипсов и с натуры, живопись в два тона и акварелью, копирование оригиналов, живопись маслом
Несмотря на то, что школа просуществовала довольно недолго, многие из его учеников впоследствии стали известными художниками.
В «классах» Бурова обучались такие живописцы как Кузьма Петров-Водкин, Константин Горбатов, Георгий Подбельский.

## Работы

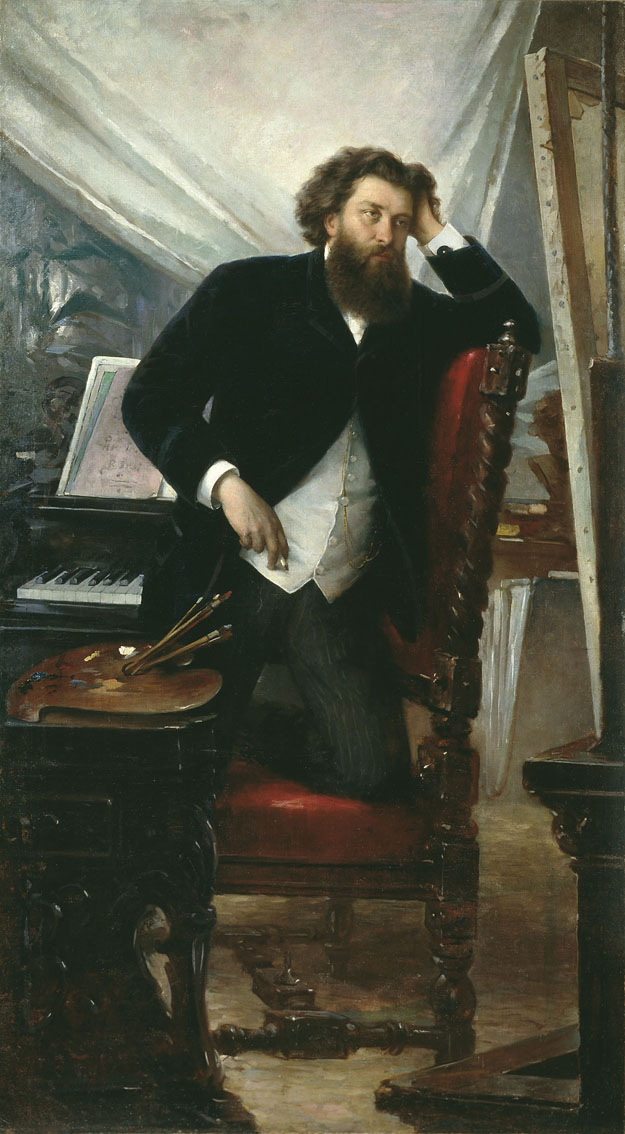
Портрет художника К. Н. Воронова

Фёдор Буров предпочитал книжно-исторические сюжеты, многие его ранние работы были своеобразными иллюстрациями к историческим изданиям того времени.
- «Шлиссельбургский узник» (1885) (по роману Г. П. Данилевского «Мирович»;
- «Сцена в тюрьме» (1870) (по роману А. К. Толстого «Князь Серебряный»);
- «Носильщик» (1872);
- «Турок» (1873);
- «Император Петр I посещает в каземате Петропавловской крепости князя Матвея Гагарина» (1880-е);
- «Урожайный год»;
- «Дети»;
- «Счастливая мать»;
- «Смерть Анны Карениной» (по произведению Л. Н. Толстого);
- «Александр Невский»;
- «Смерть Ивана Ильича» (по произведению Л. Н. Толстого);
- портрет сына декабриста, председателя Самарского окружного суда В. И. Анненкова;
- портрет дочери самарского городского головы П. В. Алабина А. П. Щербачевой;
- портрет художника А. И. Синягина;
- портрет художника К. Н. Воронова (1890);
- портрет генерал-лейтенанта графа А. В. Адлерберга (1882 год, Эрмитаж)[8].
- портрет И. С. Тургенева (1883, Государственный музей А. С. Пушкина)[9]

После смерти Бурова осталась незаконченной картина «Сцена из болгаро-турецкой войны».